# Jorge Trombada
Jorge Lopes dos Santos Filho (Santos, 12 de março de 1935 - Guarujá, 14 de setembro de 2016), também conhecido como "Jorge Trombada", foi um futebolista brasileiro que atuava como médio-volante.

## Carreira
Ainda como amador, passou pelo Jabaquara e Portuguesa Santista, clube pelo qual foi profissionalizado. Atuou, na época, na Seleção Paulista de Novos.
No time principal, Jorge foi titular da Briosa nas excursões à Europa, em 1958 e 1959, quando o clube fez 73 jogos invictos e recebeu o título da Fita Azul, tendo Jorge como capitão. No ano seguinte, foi eleito a revelação do Campeonato Paulista de 1960.
Em março de 1961, após ser sondado por São Paulo e Vasco, se transferiu para o Santos por 2 milhões de cruzeiros. No mesmo ano, seria Campeão Paulista da categoria de aspirantes.
Passou ainda pelo Botafogo de Ribeirão Preto, Portuguesa e Prudentina, antes de retornar à Lusa Santista. Em 1965, sagrou-se campeão paulista da primeira divisão de 1964 pela Briosa.

### Títulos
Portuguesa Santista
- Fita Azul: 1959[3]
- Campeonato Paulista - A2: 1964[4][5][10]